# برد سازگاری
بُرد سازگاری یا ظرفیت سازگاری (به انگلیسی: Adaptive capacity)، به گنجایش برد سیستم‌ها، نهادها، انسان‌ها و سایر جانداران برای سازگاری با آسیب‌های احتمالی، استفاده از فرصت‌ها یا واکنش به پیامدها مربوط می‌شود. در زمینه اکوسیستم، ظرفیت سازگاری با تنوع ژنتیکی گونه‌ها، تنوع زیستی اکوسیستم‌های ویژه، موزاییک‌های اکوسیستم ناهمگن که در چشم‌اندازهایویژه یا مناطق زیستی اعمال می‌شود، تعیین می‌شود. در زمینه سیستم‌های اجتماعی که اجتماعی-اکولوژیکی درهم تنیده هستند، ظرفیت سازگاری معمولاً با ویژگی‌های زیر مرتبط است: توانایی نهادها و شبکه‌ها برای یادگیری و ذخیره دانش و تجربه. انعطاف‌پذیری خلاق در تصمیم‌گیری،  انتقال و حل مسئله؛ و وجود ساختارهای قدرت که پاسخگو بوده و نیازهای همه ذینفعان را در نظر می‌گیرند.